# Phocaea-Familie
Die Phocaea-Familie (FIN 701) ist eine Asteroidenfamilie und Kollisionsfamilie im inneren Asteroidengürtel, deren Mitglieder zwischen 2,260 und 2,417 Astronomische Einheiten von der Sonne entfernt sind. Die Asteroiden sind Gesteinsasteroiden vom S-Typ mit einer Exzentrizität zwischen 0,159 und 0,265 und einer Bahnneigung zwischen 18 und 32 Grad. Die Familie ist geschätzte 2,2 Milliarden Jahre alt und ist nach ihrem mit einem Durchmesser von 60 Kilometer größten Mitglied – (25) Phocaea – benannt. Viele Asteroiden der Phocaea-Familie sind Marsbahnkreuzer.

## Phocaea family region
Die Phocaea-Familie hat Mitglieder des C-Typs, die kürzlich als Tamara-Familie identifiziert wurde. Diese Familie wurde nach dem möglicherweise größten Mitglied (326) Tamara benannt und ist geschätzte 264 Millionen Jahre alt. Weitere Asteroiden der Phocaea-Familie sind (290) Bruna, (1192) Prisma, (3895) Earhart, (5726) Rubin und (63163) Jerusalem.:1514,1515